# Атаев, Атав Гаджиевич
Атав Гаджиевич Атаев (28 сентября 1949, с. Какашура, Ленинский район, Дагестанская АССР, РСФСР, СССР — 2 декабря 2024) — кумыкский поэт и драматург.

## Творчество
Родился 28 сентября 1949 года в селе Какашура. Трудовой путь начал работая механизатором в колхозе в селе Какашура, после чего работал в Союзе писателей Дагестанской АССР сотрудником Бюро пропаганды художественной литературы, далее редактором кумыкского радиовещания, в Дагестанском книжном издательстве работал редактором художественной литературы, в журнале «Литературный Дагестан» трудился редактором. В 1967 году стихи Атава Атаева были впервые напечатаны в республиканской газете «Ленинский путь», на страницах кумыкского выпуска альманаха «Дружба», в коллективном сборнике «Чираг». В 1977 году в Дагестанском книжном издательстве вышел в свет его первый поэтический сборник «Лунная вода» на кумыкском языке. В последующие годы вышли в свет сборники стихов «Границы» (1980), «Счастливые мгновения» (1981), «Добрый час» (1984), «Сине-белые дни» (1989). В 1981 году Атаев становится членом Союза писателей СССР. Являлся лауреатом премии комсомола Дагестанской АССР. В 1985 году в издательстве «Современник» вышел в свет сборник стихов Атаева на русском языке «Вращение земли». Он также издал юмористический журнал «Молла Насреддин» на русском языке. В октябре 2019 года в махачкалинском Театре поэзии прошёл творческий вечер посвящённый 70-летию юбилею Атаева. Выйдя на пенсию вернулся в своё родовое село, занимается пчеловодством. В своём творчестве Атаев выступает главным образом как поэт-лирик.
Умер 2 декабря 2024 года после непродолжительной болезни в возрасте 75 лет.

## Драматические произведения и постановки
Он является автором лирико-философских и социальных драматических произведений. В Кумыкском музыкально-драматическом театре им. А. П. Салаватове были поставлены следующие его произведения:
- драма в стихах «Ташбике»;
- лирическая драма «Надежда моя»;
- комедия «Одни приходят, другие уходят»[7];

В 1990 году в Туркменском государственном театре им. Кемине была показана его комедия «Кто следующий?».

## Образование
Окончил Литературный институт им. М. Горького и Высшие театральные курсы при ГИТИСе им. А. Луначарского в Москве.

## Награды
- Заслуженный деятель искусств Дагестана
- Лауреат премии или А. П. Салаватова в области драматургии
- Орден им. А. П. Чехова.

## Произведения
- «Чираг» (1967)
- «Лунная вода» (1977)
- «Границы» (1980)
- «Одни приходят, другие уходят»
- «Счастливые мгновения» (1981)
- «Ташбике»
- «Добрый час» (1984)
- «Надежда моя»
- «Вращение земли» (1985).
- «Сине-белые дни» (1989).
- «Кто следующий?»
- «Кресло?»